# Tage
Tage eller Thage är ett mansnamn med danskt ursprung (Taki). Det kommer ur verbet taka - "taga" och har ursprungligen använts som binamn med betydelsen "mottagare", "borgensman" (den som övertager). En annan teori säger att det skulle betyda "uthållig".
Namnet har använts i Skåne sedan 1400-talet, men blev inte allmänt spritt i Sverige förrän på 1900-talet. Sin största popularitet hade det fram till och med 1930-talet men blev därefter ovanligt. Efter sekelskiftet har dess frekvens dock på nytt ökat. Det fanns 31 december 2009 totalt 13 885 personer i Sverige med förnamnet Tage/Thage, varav 4 993 hade det som tilltalsnamn. 2003 fick 112 pojkar namnet, varav 33 fick det som tilltalsnamn. I Finland fick 836 pojkar namnet mellan åren 1900-2016.
Namnsdag: 3 augusti i Sverige (sedan 1901). I den finlandssvenska namnsdagslängden har Tage namnsdag 30 mars sedan 1973.

## Personer med namnet Tage
- Tage Aurell, författare
- Tage Danielsson, komiker
- Tage Ekfeldt, friidrottare
- Tage Erlander, politiker (S), statsminister 1946-1969
- Tage Fahlborg, kanotist, OS-brons 1936
- Tage Flisberg, bordtennisspelare, VM-silver 1954
- Tage Magnusson, politiker (M), f.d. andre vice talman
- Thage Nordholm, målare
- Thage G. Peterson, politiker (S), f.d. statsråd, f.d. talman
- Tage Skou-Hansen, dansk författare
- Thage Sönegård, friidrottare
- Tage William-Olsson, arkitekt
- Tage Thompson, kanadensisk-amerikansk ishockeyspelare